# Майкл Сіммс
Майкл Сіммс (англ. Michael Simms; 26 липня 1974, Сакраменто) — американський професійний боксер, чемпіон світу серед аматорів (1999). 

## Аматорська кар'єра
На чемпіонаті світу 1999 Сіммс став чемпіоном в категорії до 81 кг.
- В 1/16 фіналу переміг Еріка ван ден Гейтеля (Нідерланди) — 5-2
- В 1/8 фіналу переміг Девіда Хея (Велика Британія) — 8-2
- В чвертьфіналі переміг Умберто Савігні (Куба) — 5-1
- В півфіналі переміг Алі Ісмаїлова (Азербайджан) — 7-5
- У фіналі переміг Жона Дові (Франція) — (+)3-3

Майкл Сіммс був кандидатом на виступ на Олімпіаді 2000 в складі збірної США, але через порушення дисципліни був відрахований з команди.

## Професіональна кар'єра
Впродовж 12 років виступав на професійному рингу. Провів 40 боїв, в яких здобув 22 перемоги.